# Yann Potin
Pour les articles homonymes, voir Potin.
Yann Potin, né le 27 octobre 1975 à Casablanca, est un archiviste et historien français.

## Biographie
Né le 27 octobre 1975 à Casablanca, au Maroc,, Yann Potin est ancien élève de l'École normale supérieure de Fontenay-Saint-Cloud (promotion L1996),.
Après avoir obtenu l'agrégation d'histoire en 1998, il s'engage dans une thèse d'histoire médiévale à l'université Paris-I sous la direction de Claude Gauvard, finalement non soutenue. Allocataire-moniteur  à l'université de Paris-I de 2000 à 2003, il devient ensuite élève de l'École des chartes, où il entre par le second concours, directement en deuxième année. Après sa scolarité, de 2003 à 2005, il est attaché d'enseignement et de recherche successivement à Reims (2006-2007) et à l'université Paris-X (2007-2008). En 2007, il clôt son parcours à l'École des chartes en soutenant une thèse de l'établissement, qui lui donne le titre d'archiviste paléographe (promotion 2007),. 
Il obtient ensuite un poste de chargé d'études documentaires aux Archives nationales,. En 2015, il devient aussi maître de conférences associé en histoire du droit à l'université Paris-XIII,.
En 2017, il reçoit les prix Sophie-Barluet et Pierre-Lafue.

## Publications

### Ouvrages
- (de) Dir. avec Lucas Burkart, Philippe Cordez et Pierre-Alain Mariaux, Der Schatz im Mittelalter : Fragestellungen und Forschungsperspektiven [« Le Trésor au Moyen Âge : questions et perspectives de recherche »], Neuchâtel, Institut d'histoire de l'art et de muséologie, 2005, XIV + 136 (ISBN 2-9700488-0-9, SUDOC 089784308).
- Dir. avec Julien Loiseau, Patrick Boucheron et Pierre Monnet, Histoire du monde au XVe siècle, Paris, Fayard, 2009, 892 p. (ISBN 978-2-213-63549-1).
- (de) Avec Bénédicte Savoy, Napoleon und Europa : Traum und Trauma, Munich, Prestel, 2010, 383 p. (ISBN 978-3-7913-5088-2).
- Avec Christian Hottin, Le Patrimoine : pourquoi, comment, jusqu'où ?, Paris, La Documentation française, coll. « La Documentation photographique » (no 8099), 2014, 63 p. (SUDOC 178213527).
- Avec Antoine Destemberg et Émilie Rosenblieh, Faire jeunesses, rendre justice : à Claude Gauvard, Paris, Publications de la Sorbonne, coll. « Histoire ancienne et médiévale : série du LAMOP » (no 3), 2015, 287 p. (ISBN 978-2-85944-911-7).
- Dir. avec Marie Cornu et Jérôme Fromageau, Les Archives et la genèse des lois, Paris, L'Harmattan, coll. « Droit du patrimoine culturel et naturel », 2016, 292 p. (ISBN 978-2-343-08390-2).
- Sous la dir. de Vincent Lemire, avec Katell Berthelot et Julien Loiseau, Jérusalem : histoire d'une ville-monde des origines à nos jours, Paris, Flammarion, coll. « Champs : histoire », 2016, 535 p. (ISBN 978-2-08-138988-5).
- Dir. avec Patrick Boucheron, Nicolas Delalande, Florian Mazel et Pierre Singaravélou, Histoire mondiale de la France, Paris, Le Seuil, 2017, 790 p. (ISBN 978-2-02-133629-0, SUDOC 197820093).
- avec Aude Déruelle (dir.), Augustin Thierry. L'histoire pour mémoire, Rennes, PUR, 2018.
- Dir. avec Jean-François Sirinelli, Générations historiennes, XIXe – XXIe siècle, CNRS Éditions, 2019, 800 pages.
- Dir. avec Yaël Kreplak, « La vie sociale des dossiers », Belin, revue Genèses, n° 126, 2022, 158 p.,  (ISBN 978-2-410-02561-3).

### Éditions scientifiques
- Françoise Dolto, Archives de l'intime, Paris, Gallimard, coll. « Françoise Dolto », 2008, 251 p. (ISBN 978-2-07-012369-8).
- Archives d'une captivité, 1939-1945 : l'évasion littéraire du capitaine Mongrédien  (éd. avec Anne-Marie Pathé et Fabien Théofilakis), Paris, Textuel, coll. « En quête d'archives », 2010, 156 p. (ISBN 978-2-84597-335-0).
- Jules Michelet, La France devant l'Europe, Lagrasse, Verdier, coll. « Verdier poche : histoire », 2012, 137 p. (ISBN 978-2-86432-671-7).
- Lucien Febvre (éd. avec Brigitte Mazon), Michelet, créateur de l'histoire de France : cours au Collège de France, 1943-1944, Paris, Vuibert, 2014, 447 p. (ISBN 978-2-311-00108-2).